# Марија Египћанка
Марија Египћанка (око 344 – око 421) била је хришћанска светитељка. 

## Биографија
Рођена је око 344. године негде у Египту, а са дванаест година је побегла од родитеља за Александрију, где је живела разуздано и развратно. Иако неки писци говоре о њој као о проститутки, она сама говори да је често одбијала новац који јој је нуђен за сексуалне услуге, и да је била гоњена једино „неутаживом жељом и неукротивом страшћу“. Након седамнаест година оваквог живота, кренула је бродом у Јерусалим поводом неког хришћанског празника, не из верских разлога већ надајући се да ће у гомили ходочасника пронаћи нове љубавнике који ће моћи да задовоље њену пожуду. Превоз до светог града је плаћала својим телом. Приспевши у Јерусалим, наставила је да се раскалашно понаша, заводећи омладину, и странце и домаће. 
За време празника Воздвиженија животворног крста Господњег, када су сви кренули ка цркви, хтеде и она ући у цркву, али је нека невидљива сила задржаваше и не даваше јој ући. Мислећи да њу, као крхку жену, истискује из реда гурање мноштва, одлучила је да умеша у светину и да заједно са осталима буде унесена у храм; међутим, опет је само њу, чим би се дотакла црквенога прага, нека чудна сила гурала назад. Још неколико пута је безуспешно покушавала да уђе у храм, па увидевши да јој се не да, она поче ронити сузе, силно се кајући. И угледавши икону (или кип) пресвете Богородице у дворишту цркве, она јој се у великом страху поче молити за опрост грехова, обећавајући да ће напустити свет (односно постати аскета). Затим још једном покуша ући у цркву, и овај пут уђе без и најмање сметње. Пошто целива часни крст, она се врати икони Богородице да јој захвали, но у том чу глас: „ако пређеш Јордан, наћи ћеш прави мир!“ Она одмах крену за манастир светог Јована на обали реке Јордан, где се причести. Следећег јутра, пређе реку и повуче се у арабијску пустињу да тамо проведе остатак живота. Са собом понесе само три векне хлеба, а након што их је појела, хранила се само оним што је могла наћи у пустињи, углавном дивљим растињем. Тако је проживела у пустињи 47 година, у молитви и борби са искушењима и страсним помислима. 
Отприлике годину дана пред смрт, испричала је свој живот монаху Зосиму Палестинском (могуће из манастира светог Јована, у ком се причестила) који се беше повукао у пустињу ради поста. Када ју је неочекивано срео у пустињи, она беше потпуно нага, суха и скоро непрепознатљива као људско биће. Првобитно, она се уплаши, а затим га ослови по имену и затражи му огртач да се покрије да би му испричала свој живот. Касније, док се молила, Зосим је виде да левитира изнад површине земље. Пре но што су се растали, она га замоли да јој идуће године за велики четвртак донесе причешће на обалу Јордана. Када Зосима идуће године дође с причешћем, виде је где прелази реку ходајући по води као по суху. Након што ју причести, она га замоли да следећег Ускрса дође на исто место где су се прво срели. Зосима је следеће године путовао 20 дана од свог манастира до тог места, на коме је пронађе мртву, и више главе на песку написано: „Погреби, ава Зосиме, на овом месту тело смерне Марије, предај прах праху, преставила сам се 1. априла у саму ноћ спасоносног Христовог страдања по причешћу божествених тајни“. Из овога написа Зосима дозна да је она прошле године оне исте ноћи након причешћа умрла на удаљеном месту, до кога је он морао путовати 20 дана и да је њено тело није иструлило. Зосима сахрани њено тело уз помоћ лава, који се ту затече. Када се врати у манастир исприча братији повест њенога живота и чудеса која је лично видео. Житије Марије Египћанке је преношено усменом предајом, све док га није записао патријарх Софроније Јерусалимски (634-644).
Око датума њене смрти постоје прилична неслагања, па тако католичка енциклопедија наводи 421. годину а охридски пролог 530. Иначе, у та два века, велики четвртак је падао на први април само 443, 454, 527, 538. и 549.
Света Марија Египатска се у Православној цркви слави 1. априла, а спомиње се и пете недеље Часног Поста. У Католичкој цркви се помиње 3. априла. Капела посвећена Марији Египатској се налази у Цркви светог гроба у Јерусалиму.